# ゴビハドロス
ゴビハドロス（学名：Gobihadros）は、後期白亜紀のモンゴルから産出した基盤的ハドロサウルス上科の恐竜の属。タイプ種ゴビハドロス・モンゴリエンシス1種のみを含み、ホロタイプ標本はセノマニアンからサントニアンにあたるバインシレ層から発見された。全長は約3メートルと推定されていたが、後に7.5メートルに上方修正された。

## 発見と命名

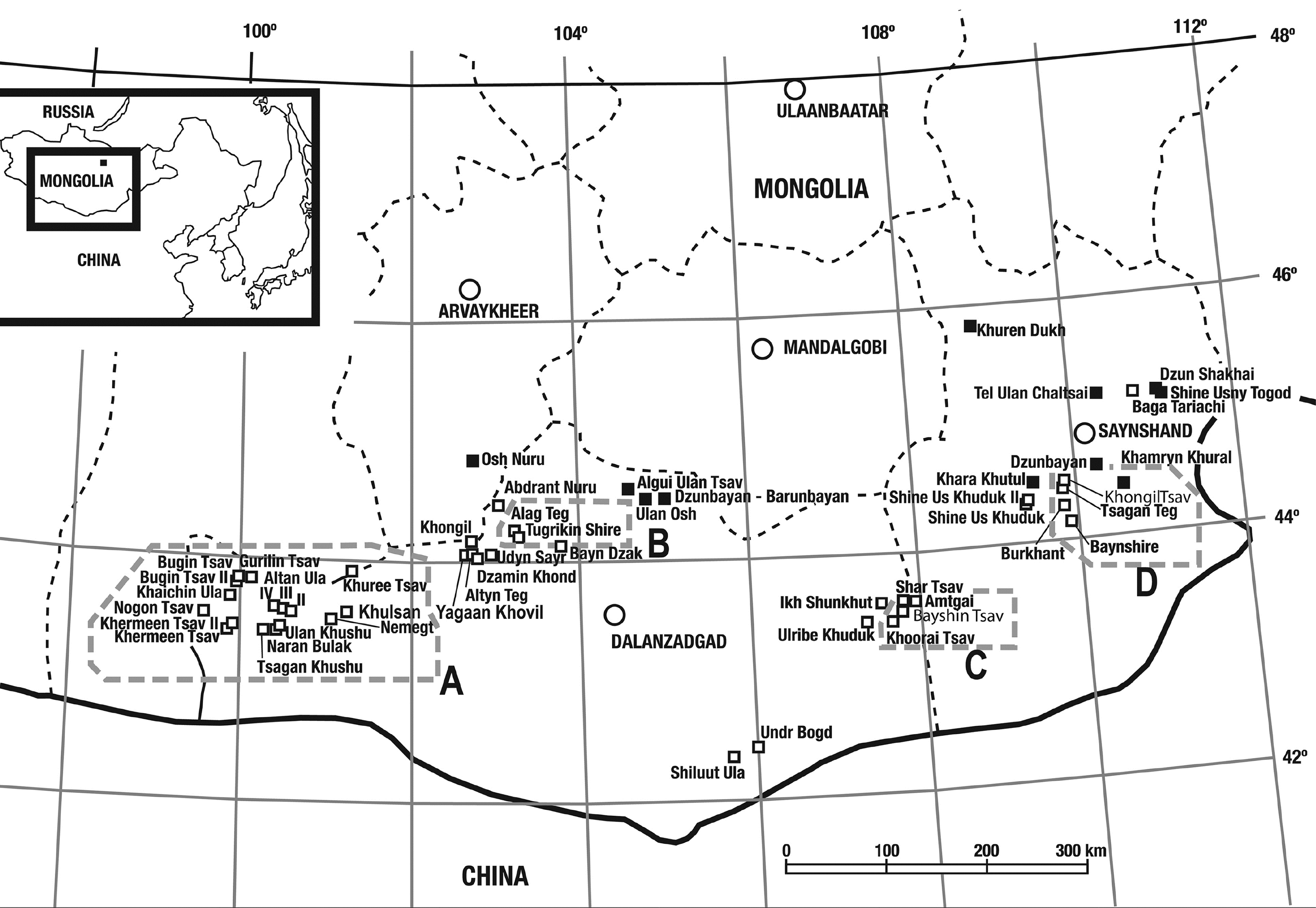
モンゴルの白亜紀の恐竜化石産地。ゴビハドロスはエリアCで収集された

1993年から2004年の間にモンゴル古生物学研究センターと林原自然科学博物館が Bayshin Tsav で発掘調査を行った際、1995年7月に新たな基盤的なハドロサウルス上科の化石が発見された。この化石はツォクトバートルが2008年に自らの論文で言及した。
2019年にタイプ種ゴビハドロス・モンゴリエンシスがヒシグジャフ・ツォクトバートル、デイヴィッド・ブルース・ウェインシャペル、デイヴィッド・クリストファー・エヴァンス、渡辺真人により記載・命名された。属名はゴビ砂漠とハドロサウルス上科を反映して結び付けたものであり、種小名はモンゴルから産出したことを反映している。記載論文が電子媒体に掲載されたため、学名を有効にするためにLSIDが必要とされた。属名のためのLSIDは 38EE8AD7-AD50-44BF-B31D-B2675456556A であり、種小名のためのLSIDは 2DB42EE7-6A64-4D64-AA19-E5D3453BF99C である。
ホロタイプ標本 MPC-D100/746 はバインシレ層で発見された。頭骨の備わったほぼ完全な骨格からなり、頭骨以降の骨格は関節するが、頭骨は部分的に散在している。数多くの標本が本種に割り当てられており、最も重要な標本は関節した完全な頭骨と前肢の MPC-D100/763 である。この標本は部分的にモンゴルの他の産地から発見されている。これらを合わせて、ゴビハドロスはアジアから産出した中では最も完全に骨の揃ったハドロサウルス上科の恐竜となった。全身の骨の約95%が保存されており、頭骨も鋤骨と後眼窩骨が欠損しているのみであった。

## 特徴

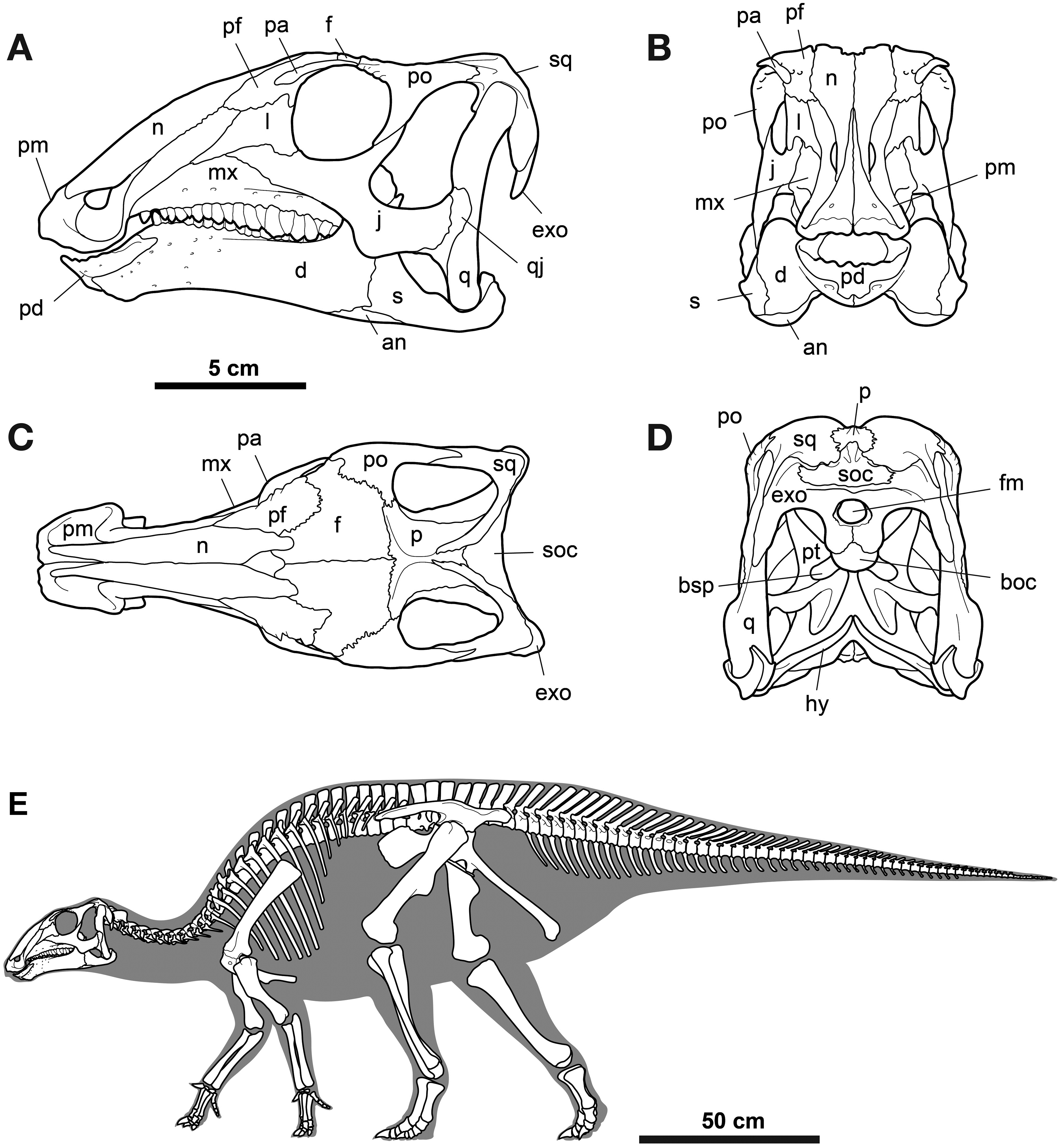
骨格復元

ゴビハドロスは中型のハドロサウルス上科である。標本 MPC-D100/763 は全長約3メートルであるが、未成熟の個体であった。MPC-D100/744 は大腿骨長72.8センチメートルで全長5.3メートル、ZPAL MgD-III/3 は大腿骨長104センチメートルで全長7.5メートルと見積られている。後者は骨の吸収と再形成の特徴が見られており、高齢個体と考えられ、全長7.5メートルが完全に成長しきった際の全長であるとされる。
記載者はゴビハドロスに関して複数の標徴形質を記載している。ゴビハドロスは、前上顎骨に嘴縁突起を持つことと下顎の歯の位置に3本もの歯を持つ点で、他の全ての非ハドロサウルス科ハドロサウルス上科と特徴を異とする。これらはハドロサウルス科に典型的な特徴であり、平行進化の過程でハドロサウルス科と独立して獲得したと結論付けられた。ゴビハドロスは腸骨に起伏を持つ点と寛骨臼上のクレストが側方に突出する点で、Bactrosaurus johnsoni や Probactrosaurus gobiensis、Eolambia caroljonesa、Claosaurus agilis および Tethyshadros insularis と異なる。また、第1指のスパイク上の爪が存在する点で、ゴビハドロスは T. insularis や Plesiohadros djadokhtaensis ならびにハドロサウルス科と区別される。

## 系統
ゴビハドロスは2019年にハドロサウルス科の外側、ハドロサウルス上科に位置付けられた。他の多くの層で発見されたため、正確な関係性は不明であった。ゴビハドロスの存在は、後のアメリカ大陸のハドロサウルス上科がアジアへ進出したことを支持するものと見られていた。

## 展示利用

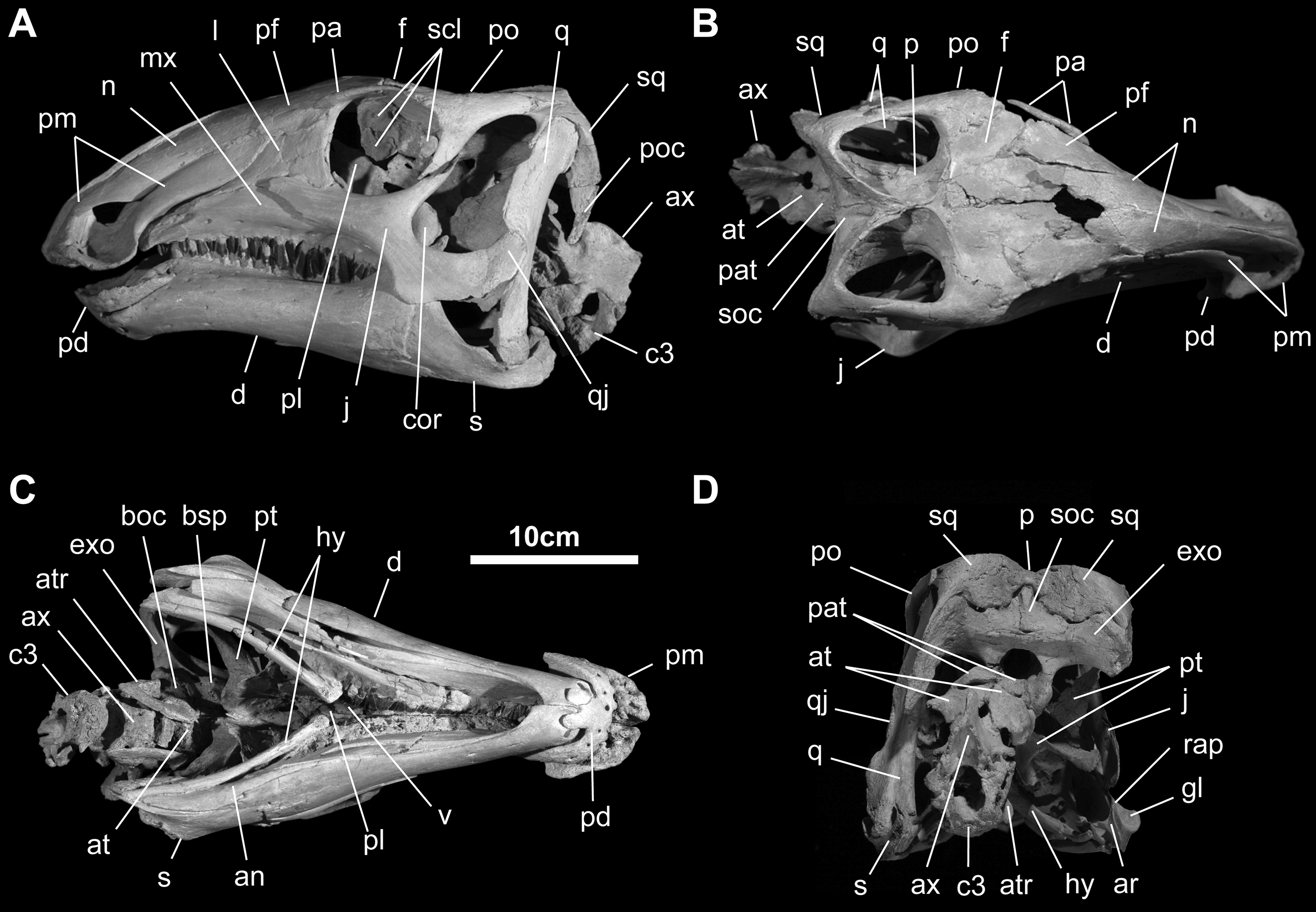
ゴビハドロスの頭部。関節した状態で復元したもの。

ゴビハドロスは頭骨が散在して産出したため、頭骨の各パーツを細かく記載することが可能であった。これはハドロサウルス類の頭骨の構造の検証機会をもたらし、また教育目的での模型の製作にも応用された。バイオ企業の林原（現・ナガセヴィータ）は、複雑に組み合わさったゴビハドロスの頭骨を幅広い年齢層に学習してもらうため、細かい骨を関節させた状態で、ジグソーパズルのように組み立てと解体が可能な模型をシリコンと磁石と金属片を使用して製作した。模型は2002年から2006年までダイノソアファクトリー（パナソニックセンター東京）で展示された後、2010年・11年には順に長野県・岡山県・広島県・新潟県・東京都・栃木県で展示された。この模型は特許出願され、2006年3月16日に国際公開された。